# Howerła Iwano-Frankiwsk
Howerła Iwano-Frankiwsk (ukr. Баскетбольний клуб «Говерла» Івано-Франківськ, Basketbolnyj Kłub "Howerła" Iwano-Frankiwśk) – ukraiński klub koszykarski, mający siedzibę w mieście Iwano-Frankiwsk.

## Historia
Chronologia nazw:
- 2002: Howerła Iwano-Frankiwsk (ukr. «Говерла» Івано-Франківськ)

Klub koszykarski Howerła Iwano-Frankiwsk został założony w Iwano-Frankiwsku w sierpniu 2002 roku na bazie zespołu milicji "Dynamo" oraz "Kałusz-Winisin". Zespół od razu otrzymał zadanie - awansować do top ligi koszykówki, które zostało wykonano już w pierwszym sezonie 2002/03. Spośród 23 zespołów pierwszej ligi zajął 4 miejsce, zdobywając awans do Wyszczej Lihi.
W sezonie 2008/09 grał w Ukraińskiej Lidze Koszykówki (UBL), w którym zajął 8.miejsce. Później, po połączeniu dwóch lig, a mianowicie UBL i Superligi, występuje w Superlidze. W debiutanckim sezonie w 2009/10 dotarł do fazy playoff gdzie w grach za 5-6 miejsce został pokonany przez Krywbasbasket Krzywy Róg.

## Sukcesy
- brązowy medalista Mistrzostw Ukrainy: 2011

## Struktura klubu

### Stadion
Klub koszykarski rozgrywał swoje mecze domowe w hali Maneżu Sportowego w Iwano-Frankiwsku, który może pomieścić 1500 widzów.